# Riccardo Garrone (Unternehmer)
Riccardo Garrone (* 23. Januar 1936 in Genua; † 21. Januar 2013 in Grondona) war ein italienischer Unternehmer.
Garrones Vater, Edoardo Garrone, war Gründer des italienischen Mineralölunternehmens ERG, dessen Ehrenvorsitzender Riccardo Garrone war. Er war zudem seit 2002 Eigentümer des italienischen Fußballvereins Sampdoria Genua. Am 21. Januar 2013 erlag er einer Krebserkrankung.